# Freycinetia delicata
Freycinetia delicata är en enhjärtbladig växtart som beskrevs av Huynh. Freycinetia delicata ingår i släktet Freycinetia och familjen Pandanaceae.
Artens utbredningsområde är Nya Kaledonien. Inga underarter finns listade.